# Coffi Roger Anoumou

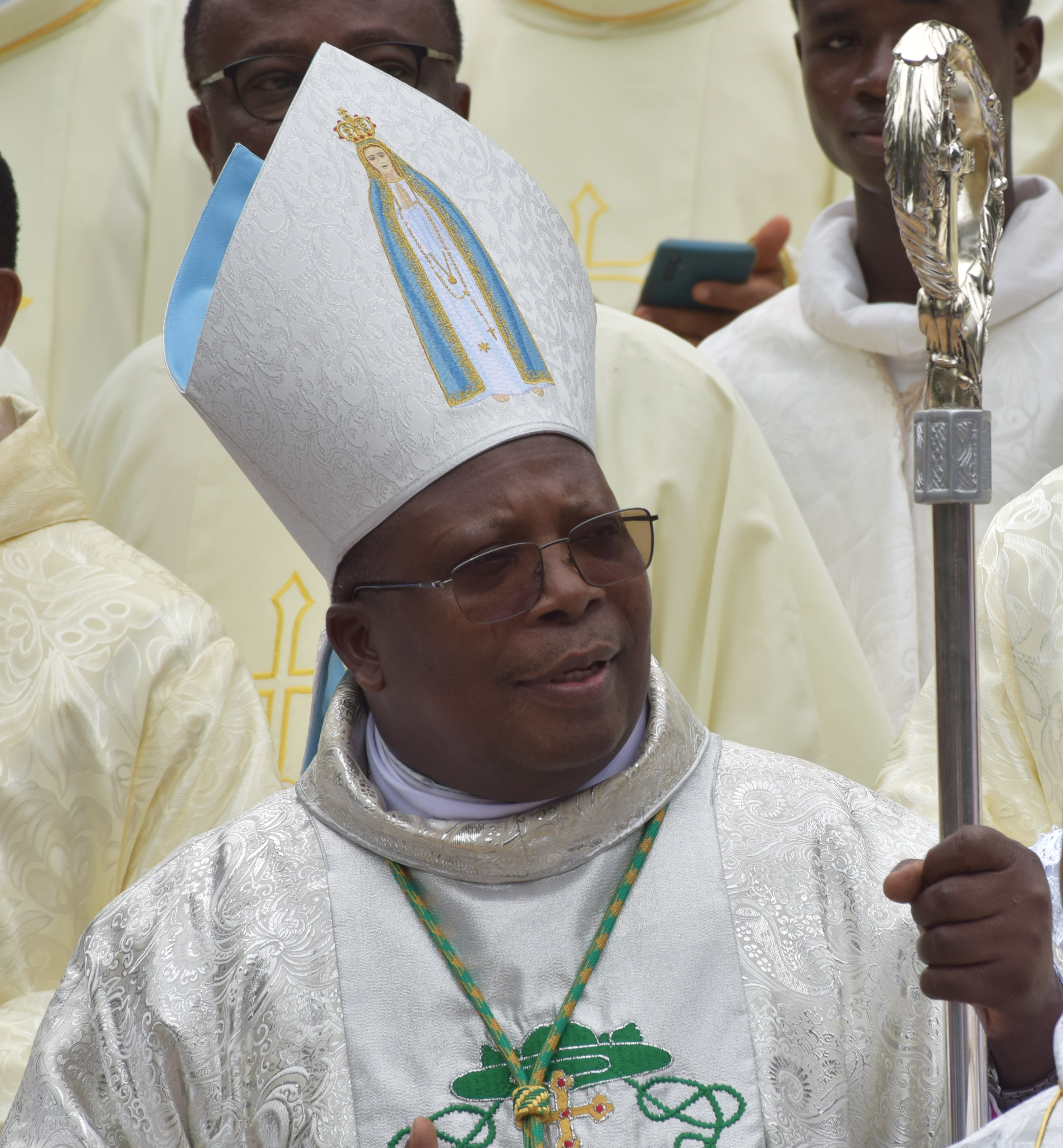
Coffi Roger Anoumou, 2023

Wappen von Coffi Roger Anoumou

Coffi Roger Anoumou (* 30. Juli 1972 in Dogbo-Tota) ist ein beninischer Geistlicher und römisch-katholischer Bischof von Lokossa.

## Leben
Coffi Roger Anoumou besuchte zunächst die Knabenseminare in Djimè bei Abomey und Parakou. Nach dem Propädeutikum studierte er Philosophie und Theologie am Priesterseminar in Ouidah. Am 27. Dezember 2003 empfing er das Sakrament der Priesterweihe für das Bistum Lokossa.
Nach der Priesterweihe war er bis 2005 Erzieher am Knabenseminar in Parakou, wo er auch Englisch und Philosophie unterrichtete. Von 2006 bis 2007 war er in Ghana in Nima, einem Stadtteil von Accra, in der Pfarrseelsorge tätig. Von 2007 bis 2011 studierte er in Rom und erwarb an der Päpstlichen Universität der Salesianer das Lizenziat in Erziehungs- und Entwicklungspsychologie. Nach einem Jahr als Erzieher an den Knabenseminaren in Parakou und Djimé ging er erneut nach Rom, wo er von 2012 bis 2015 ein Doktoratsstudium in Erziehungspsychologie absolvierte. Während seines Aufenthalts in Italien war er zudem bis 2017 im Bistum Cesena-Sarsina in der Pfarrseelsorge tätig. Von 2015 bis 2020 absolvierte er Studienaufenthalte in seiner Heimat und in Rom, während dieser Zeit schloss er ein weiteres Studium in Paris mit der Promotion in angewandter Psychologie ab. Von 2017 bis 2021 war er zudem Pfarrer in seiner Heimatdiözese. Ab 2021 leitete er als Regens das Priesterseminar St. Paul in Djimè und war Seelsorger am technischen Lyzeum in Bohicon.
Am 4. März 2023 ernannte ihn Papst Franziskus zum Bischof von Lokossa. Die Bischofsweihe spendete ihm der Apostolische Nuntius in Benin, Erzbischof Mark Gerard Miles, am 13. Mai desselben Jahres in der Kathedrale von Lokossa. Mitkonsekratoren waren sein Amtsvorgänger als Bischof von Lokossa, Victor Agbanou, und der Bischof von N’Dali, Martin Adjou Moumouni.